# Javorinka (geomorfologická část)
Javorinka je geomorfologickou částí Zliechovskej hornatiny.  Nejvyšším vrcholem je (1 072,8 m n. m.) vysoká Homôľka nad Fačkovským sedlem. 

## Vymezení
Území zabírá východní část Zliechovské hornatiny, podcelku Strážovských vrchů. Ze severu je Javorinka oddělena údolím Rajčanky od geomorfologické části Strážov a čičmianské kotliny, o něco západněji leží Zliechovská kotlina. Západní a jihozápadní okraj vymezuje Belianska vrchovina, jižním směrem leží sedlem Obšiar oddělená Malá Magura a východně leží Prievidzská kotlina (podcelek Hornonitrianské kotliny ) a Kľak (část Lúčanské Malé Fatry ), oddělený údolím Nitry. 

## Ochrana území
Severní polovina části Javorinka je součástí Chráněné krajinné oblasti Strážovské vrchy. Zvláště chráněné oblasti se zde nevyskytují. 

## Turismus
Tato část Strážovských vrchů je turisticky atraktivní, což platí zejména pro okolí vrchu Homôľka  nad Fačkovským Sedlem a okolí Čičman. Právě zde se nacházejí lyžařská střediska s vybudovaným zázemím a ubytováním, využitelným i v letní sezóně. Oblast je vybavena sítí značených turistických stezek, spojujících atraktivní lokality regionu. 

### Turistické trasy
- po  červené značce ( E8 a Cesta hrdinů SNP ) ze Strážova přes Čičmany a Homôľku do Fačkovského sedla
- po  červené značce z Malé Magury a sedla Obšiar do sedla Javorinka (křižování s E8 a Cestou hrdinů SNP )
- po  zelené značce z Tužiny do sedla Javorinka (křižování s E8 a Cestou hrdinů SNP )
- po  žluté značce z Čičman do rozcestí Lazov vrch
- po  modré značce z osady Gápel a Čavoj do sedla Obšiar [2]